# August Barlach
Jacob August Georg Barlach (1822 i Flensborg – 1861 sammesteds) var en slesvigsk maler og litograf.
Han var søn af blikkenslager O. Barlach, kom i malerlære hos Claus Christian Tilly i København, blev optaget på Kunstakademiet i oktober 1838 og vandt den lille sølvmedalje i marts 1845. Barlach udstillede på Charlottenborg Forårsudstilling fra 1845 til 1850 (4 gange med 6 værker) og på Kungliga Akademien för de fria konsterna i Stockholm 1850 (to genrebilleder).
I 1846 blev han medarbejder på Jørgen Sonnes frise til Thorvaldsens Museum. Han tegnede alle Sonnes studietegninger op i naturlig størrelse og udførte billedrækken mod kanalen 1847-48 sammen med F.C. Lund, og billedrækken på bagfacaden i 1850 sammen med Jacob Hallager.
Barlach udførte portrætter og genrebilleder, lagde sig efter litografien og udførte mange litograferede portrætter. 1854 forlod han hovedstaden og bosatte sig i sin fødeby, hvorfra han 1856 for sidste gang sendte et litograferet portræt til København til trykning hos hos I.W. Tegner & Kittendorff. Sine sidste leveår virkede han desuden som fotograf og åbnede ca. 1860 atelier i Flensborg.

## Værker
- Interiør med dame og herre ved et tebord (1850, solgt som lot nr. 888 på Bruun Rasmussen Kunstauktioner nr. 10, 8. august 1991)[1]
- Portræt af Gottfried Johan Nerong (1854, Museumsberg Flensburg)[2]
- Portræt af dennes hustru Christiane Helene Nerong (1854, Museumsberg Flensburg)[3]
- Moder og barn (forhen i Johan Hansens samling)
- Kysten ved Capri (solgt som lot nr. 284, Kunsthaus Lempertz, Köln, 23. november 1977)[4]
- Interiør med soldat, der reparerer sin uniform (solgt som lot nr. 1063 på Bruun Rasmussen Kunstauktioner nr. 1203, 18. januar 2012)[5]
- Dittmann und Jensens Eisengisserei in der Neustadt, Flensburg (litografi)

Grafik i Den Kongelige Kobberstiksamling, og tegninger fandtes tidligere i Kunstforeningens eje